# ایزو مالتول
ایزو مالتول (به انگلیسی: Isomaltol) با فرمول شیمیایی C6H6O3 یک ترکیب شیمیایی با شناسه پاب‌کم 12404 است. که جرم مولی آن ۱۲۶٫۱۱ گرم بر مول می‌باشد. 